# Casa Ribes
La casa Ribes se encuentra situada en la calle Eugenia Viñes número 93, en la playa de las Arenas de Valencia (España). Ocupa una de las parcelas longitudinales que caracterizan la trama de los poblados marítimos de Valencia. Posee, en este caso, fachada al este, hacia el mar, recogiendo muchos de los elementos característicos de los denominados "chalets" de esta zona.
Se construyó en 1919, según proyecto del propio Demetrio Ribes Marco para su propia vivienda particular. Consta de tres plantas, baja más dos, destinadas a albergar la casa familiar, en una característica definición del volumen mediante entrantes y salientes de la alineación de fachada.

## Descripción
El proyecto se ajusta a la práctica tradicional de estas casas junto a la playa, si bien cuenta con una cuidada distribución en lo que al aprovechamiento interior se refiere. En planta baja dispone los espacios de día de la vivienda, situando en planta primera las habitaciones. Culmina con una última planta reducida y una torre miramar.
Cuenta con detalles en la distribución que suponen un adelanto respecto a su época. Como es el disponer la escalera o el baño en el centro de la parcela, liberando las fachadas delantera y trasera para piezas de mayor importancia. La planta baja posee un amplio acceso que da directamente al espacio protagonista de la casa. Superando la escalera se hallan otras dependencias y la cocina, vertientes al patio trasero. En planta primera esta situación central de la escalera permite disponer de dos habitaciones por fachada. En ambos niveles sitúa, frente a aquellas, sendas terrazas sobre la planta baja. Únicamente es en la fachada principal donde la terraza, y el gran mirador que la caracteriza, vuelan en un elemento sostenido por dos columnas que hacen de pórtico al acceso.
La fachada se caracteriza por la singular definición volumétrica. De la alineación de fachada surge, sobre dos columnas en planta baja, una gran terraza en planta primera que contiene en su interior un mirador de planta cuadrada y totalmente acristalado. Este es el elemento más significativo del edificio, su seña de identidad. La segunda planta queda claramente retranqueada, dejando en fachada la huella de un pórtico exento.
Culmina todo el conjunto la presencia del miramar, pieza arquitectónica de gran tradición en la ciudad. Incluso en el centro de la ciudad se pueden encontrar aún antiguas casas señoriales que poseían este elemento arquitectónico. Con la densificación del centro esta tradicional construcción ha quedado relegada a los poblados marítimos, donde son muchas las casas construidas en el siglo XIX en las que se puede encontrar. En este sentido, con su inclusión, Ribes se adscribe al más exhaustivo respeto de las tradiciones de su tierra.
Mantiene, igualmente, la estructura tradicional de las casas populares, con la disposición de la vivienda "a dos manos" que es reflejada en fachada. Ribes continúa con esta práctica, e introduce novedades volumétricas de miradores y terrazas. Del mismo modo, aparece el tradicional portón en planta baja custodiado por sendas ventanas de esbelta proporción. Esa centralidad y simetría es continuada hasta la planta primera. La torre miramar, por su parte, se encuentra descentrada en la fachada, como cierta reacción repentina ante tanta tradición.
Como singularidad presenta los aterrazamientos ya señalados, y el gran mirador que se erige en protagonista del edificio. La decoración que aplica se separa ya del modernismo valenciano más florido y detallista, dejándose ordenar por líneas rectas más cercanas al latente racionalismo. La horizontalidad de cornisas y la verticalidad de los huecos crean el único ritmo legible en fachada. Ya en planta, introduce la curva como solución a entrantes y salientes, otro gesto adelantado que presentará el postrero racionalismo.